# Tejrezjasz
Tejrezjasz (Teiresias,Tyrezjasz, Terezjasz) – w mitologii greckiej wielki wróżbita tebański, żyjący przez siedem do dziewięciu pokoleń, od czasów Kadmosa do Eteoklesa i Polinejkesa. Potrafił przepowiadać przyszłość, rozumieć przeszłość oraz rozumiał język ptaków. 
Kiedyś zobaczył dwa splecione węże w czasie godów i uderzył je kijem. Zabił samicę i został przemieniony w kobietę. Był nią tak długo, aż znów napotkał spółkujące węże. Po zabiciu samca, ponownie stał się mężczyzną. 
Za sprawą bogów był ociemniały. Miało to być następstwem (różne wersje):
- zdradzania ludziom boskich tajemnic;
- zaskoczenia Ateny nago w kąpieli - stracił wzrok, kiedy bogini zakryła mu oczy swoimi dłońmi[1];
- sprzeciwienia się zdaniu Hery – Hera i Zeus spierali się o to, kto jest bardziej skłonny ulegać pokusom miłości: mężczyzna czy kobieta. Wezwali na sędziego Tejrezjasza, ponieważ przez część swego życia był kobietą. Tejrezjasz był tego samego zdania co Zeus, odparł więc: „kobieta”. Hera sprawiła, że oślepł.  Wedle innej wersji pytanie brzmiało: "komu miłość daje więcej przyjemności", Wróżbita miał odrzec, że "dziesięciokrotnie więcej kobiecie niż mężczyźnie", co nie spodobało się żonie Zeusa[1].

W ramach rekompensaty za odebranie wzroku, Zeus uczynił Tejrezjasza osobą żyjącą 7 razy dłużej niż przeciętny człowiek i przyznał mu dar przewidywania przyszłości. Dar rozumienia ptasich języków miał z kolei otrzymać od Ateny. Bogini nie mogła przywrócić mu wzroku (o co prosić ją miała Chariklo, jedna z nimf morskich i przyjaciółka bogini) ale przetkała uszy Tejrezjasza w taki sposób, że rozumiał mowę wszystkich ptaków. 
Potrafił również wytłumaczyć powód klęsk nękających Teby pod rządami Edypa. Podczas wojny Siedmiu przeciw Tebom objawił Tebańczykom, iż warunkiem ich zwycięstwa jest złożenie Aresowi ofiary z chłopięcia, pochodzącego od najstarszych Kadmejczyków zwanych "Zasianymi" (Spartoi) czyli tymi, którzy wyrośli z zębów smoka. Tym chłopięciem okazał się być Menojkeus, syn Kreona. 
Tejrezjasz jako jedyny z wszystkich ludzi - zachował w Hadesie pełnię władz umysłowych. Za radą czarodziejki Kirke właśnie do przebywającego w Hadesie Tejrezjasza udał się Odyseusz i od niego dowiedział się, że przyczyną jego tułaczki jest gniew Posejdona spowodowany oślepieniem Polifema. Otrzymał także informacje co ma zrobić po powrocie do Itaki i że u kresu życia odbyć będzie musiał jeszcze jedną wędrówkę, której celem ma być ostateczne przebłaganie władcy mórz i oceanów. O tym spotkaniu z Tejrezjaszem opowiadał Odyseusz w dialogu z Penelopą:
"Żono, my nie doszliśmy jeszcze do kresu wszystkich
Mozołów, bo pozostał trud, którego nie zmierzysz,
Tak wielki jest i ciężki, a muszę go szczerze wypełnić.
To mi przepowiedziała dusza Tejrezjaszowa".